# Lijst van rijksmonumenten in Bourtange
De plaats Bourtange telt 12 inschrijvingen in het rijksmonumentenregister. Hieronder een overzicht.
| Object                                       | Oorspronkelijke functie?  | Bouwjaar          | Architect  | Locatie                                        | Coördinaten?                 | Nr.?  | Afbeelding                       |
| -------------------------------------------- | ------------------------- | ----------------- | ---------- | ---------------------------------------------- | ---------------------------- | ----- | -------------------------------- |
| Redoute Bakoven                              | Fort, vesting en -onderdl | 1672              |            | Redouteweg bij De Rille (Bakovensmee)          | 53° 0' 50" NB, 7° 11' 55" OL | 8908  | Meer afbeeldingen                |
| Kapiteinslogement                            | Woonhuis                  | 1661              |            | Marktplein 5                                   | 53° 0' 25" NB, 7° 11' 32" OL | 37439 | Meer afbeeldingen                |
| Kapiteinslogement                            | Woonhuis                  | 1661              |            | Marktplein 7                                   | 53° 0' 25" NB, 7° 11' 33" OL | 37440 | Meer afbeeldingen                |
| Café annex schoolmeesterswoning              | Vergadering en vereniging | 1888              | L. Dilling | Marktplein 13                                  | 53° 0' 23" NB, 7° 11' 32" OL | 37441 | Meer afbeeldingen                |
| Majoorslogement                              | Woonhuis                  | 1647 1954 (rest.) |            | Marktplein 6                                   | 53° 0' 23" NB, 7° 11' 31" OL | 37442 | Majoorslogement                  |
| Kapiteinslogement                            | Werk-woonhuis             | 1647              |            | Marktplein 8                                   | 53° 0' 23" NB, 7° 11' 31" OL | 37443 | Kapiteinslogement                |
| Marktplein met keienbestrating en lindebomen | Weg                       | waarsch. 1645     |            | Marktplein                                     | 53° 0' 23" NB, 7° 11' 30" OL | 37444 | Meer afbeeldingen                |
| Baracquen                                    | Woonhuis                  | 1985 (rest.)      |            | Batterijenstraat 4-10                          | 53° 0' 26" NB, 7° 11' 34" OL | 37445 | Meer afbeeldingen                |
| De Staakenborgh                              | Boerderij                 | 1687              |            | Vlagtwedderstraat 33                           | 53° 1' 17" NB, 7° 10' 25" OL | 37446 | Meer afbeeldingen                |
| Hervormde kerk                               | Kerk en kerkonderdeel     | 1869              |            | Marktplein 2a                                  | 53° 0' 25" NB, 7° 11' 28" OL | 37447 | Meer afbeeldingen                |
| De Linie (voorwerk vesting)                  | Voorwerk                  | 1796              |            | bij de Bisschopsweg aan de rijksgrens          | 53° 0' 29" NB, 7° 12' 52" OL | 37448 | Linie De Linie(voorwerk vesting) |
| Vestinggracht                                | Gracht                    |                   |            | aan de noord- en noordwestzijde van de vesting | 53° 0' 21" NB, 7° 11' 24" OL | 37449 | Vestinggracht                    |